# Ligue des champions masculine de l'EHF 1999-2000
Navigation
Ligue des champions 1998-1999 Ligue des champions 2000-2001
La saison 1999-2000 de la Ligue des Champions de l'EHF met 34 équipes européennes aux prises. Il s’agit de la 40e édition de la Ligue des champions masculine de l'EHF, anciennement Coupe d'Europe des clubs champions, organisée par l’EHF. Cette édition a vu le FC Barcelone remporter son sixième titre aux dépens du THW Kiel et parvient ainsi à conserver son titre.

## Formule
Un premier tour préliminaire oppose quatre équipes en match aller et retour. Les 2 équipes qualifiées rejoignent alors en seizièmes de finale les 30 équipes déjà qualifiées. Ces 32 équipes s’affrontent en match aller et retour et permettent de qualifier pour le tour principal 16 équipes. Celles-ci sont alors réparties dans quatre groupes de quatre équipes, où elles disputent un championnat à 6 journées. Les deux premiers de chaque groupe sont qualifiés pour la phase finale où on retrouve un format en match aller et retour avec des quarts de finale suivi des demi-finales et enfin de la finale.

## Participants
| Deuxième tour | Deuxième tour | Deuxième tour | Deuxième tour | Deuxième tour | Deuxième tour | Deuxième tour | Deuxième tour | Deuxième tour | Deuxième tour | Deuxième tour | Deuxième tour | Deuxième tour | Deuxième tour | Deuxième tour | Deuxième tour | Deuxième tour | Deuxième tour | Deuxième tour | Deuxième tour | Deuxième tour | Deuxième tour | Deuxième tour | Deuxième tour | Deuxième tour | Deuxième tour | Deuxième tour | Deuxième tour | Deuxième tour | Deuxième tour |
| --- | --- | --- | --- | --- | --- | --- | --- | --- | --- | --- | --- | --- | --- | --- | --- | --- | --- | --- | --- | --- | --- | --- | --- | --- | --- | --- | --- | --- | --- |
| - FC Barcelone : tenant du titre - THW Kiel : champion d'Allemagne - Remus Bärnbach-Köflach : Champion d'Autriche - Initia HC Hasselt : Champion de Belgique - SKA Minsk : Champion de Biélorussie - HC Port Burgas : Champion de Bulgarie - RK Badel 1862 Zagreb : Champion de Croatie - Skjern Håndbold : Champion du Danemark - CB Ademar León : Vice-champion d'Espagne - Grankulla IFK : Champion de Finlande - Montpellier Handball : champion de France - Ionikós de Néa Filadélfia : champion de Grèce - Fotex Veszprém SE : champion de Hongrie - Hapoël Rishon LeZion : Champion d'Israël - HC Alpi Prato : Champion d'Italie | - FC Barcelone : tenant du titre - THW Kiel : champion d'Allemagne - Remus Bärnbach-Köflach : Champion d'Autriche - Initia HC Hasselt : Champion de Belgique - SKA Minsk : Champion de Biélorussie - HC Port Burgas : Champion de Bulgarie - RK Badel 1862 Zagreb : Champion de Croatie - Skjern Håndbold : Champion du Danemark - CB Ademar León : Vice-champion d'Espagne - Grankulla IFK : Champion de Finlande - Montpellier Handball : champion de France - Ionikós de Néa Filadélfia : champion de Grèce - Fotex Veszprém SE : champion de Hongrie - Hapoël Rishon LeZion : Champion d'Israël - HC Alpi Prato : Champion d'Italie | - FC Barcelone : tenant du titre - THW Kiel : champion d'Allemagne - Remus Bärnbach-Köflach : Champion d'Autriche - Initia HC Hasselt : Champion de Belgique - SKA Minsk : Champion de Biélorussie - HC Port Burgas : Champion de Bulgarie - RK Badel 1862 Zagreb : Champion de Croatie - Skjern Håndbold : Champion du Danemark - CB Ademar León : Vice-champion d'Espagne - Grankulla IFK : Champion de Finlande - Montpellier Handball : champion de France - Ionikós de Néa Filadélfia : champion de Grèce - Fotex Veszprém SE : champion de Hongrie - Hapoël Rishon LeZion : Champion d'Israël - HC Alpi Prato : Champion d'Italie | - FC Barcelone : tenant du titre - THW Kiel : champion d'Allemagne - Remus Bärnbach-Köflach : Champion d'Autriche - Initia HC Hasselt : Champion de Belgique - SKA Minsk : Champion de Biélorussie - HC Port Burgas : Champion de Bulgarie - RK Badel 1862 Zagreb : Champion de Croatie - Skjern Håndbold : Champion du Danemark - CB Ademar León : Vice-champion d'Espagne - Grankulla IFK : Champion de Finlande - Montpellier Handball : champion de France - Ionikós de Néa Filadélfia : champion de Grèce - Fotex Veszprém SE : champion de Hongrie - Hapoël Rishon LeZion : Champion d'Israël - HC Alpi Prato : Champion d'Italie | - FC Barcelone : tenant du titre - THW Kiel : champion d'Allemagne - Remus Bärnbach-Köflach : Champion d'Autriche - Initia HC Hasselt : Champion de Belgique - SKA Minsk : Champion de Biélorussie - HC Port Burgas : Champion de Bulgarie - RK Badel 1862 Zagreb : Champion de Croatie - Skjern Håndbold : Champion du Danemark - CB Ademar León : Vice-champion d'Espagne - Grankulla IFK : Champion de Finlande - Montpellier Handball : champion de France - Ionikós de Néa Filadélfia : champion de Grèce - Fotex Veszprém SE : champion de Hongrie - Hapoël Rishon LeZion : Champion d'Israël - HC Alpi Prato : Champion d'Italie | - FC Barcelone : tenant du titre - THW Kiel : champion d'Allemagne - Remus Bärnbach-Köflach : Champion d'Autriche - Initia HC Hasselt : Champion de Belgique - SKA Minsk : Champion de Biélorussie - HC Port Burgas : Champion de Bulgarie - RK Badel 1862 Zagreb : Champion de Croatie - Skjern Håndbold : Champion du Danemark - CB Ademar León : Vice-champion d'Espagne - Grankulla IFK : Champion de Finlande - Montpellier Handball : champion de France - Ionikós de Néa Filadélfia : champion de Grèce - Fotex Veszprém SE : champion de Hongrie - Hapoël Rishon LeZion : Champion d'Israël - HC Alpi Prato : Champion d'Italie | - FC Barcelone : tenant du titre - THW Kiel : champion d'Allemagne - Remus Bärnbach-Köflach : Champion d'Autriche - Initia HC Hasselt : Champion de Belgique - SKA Minsk : Champion de Biélorussie - HC Port Burgas : Champion de Bulgarie - RK Badel 1862 Zagreb : Champion de Croatie - Skjern Håndbold : Champion du Danemark - CB Ademar León : Vice-champion d'Espagne - Grankulla IFK : Champion de Finlande - Montpellier Handball : champion de France - Ionikós de Néa Filadélfia : champion de Grèce - Fotex Veszprém SE : champion de Hongrie - Hapoël Rishon LeZion : Champion d'Israël - HC Alpi Prato : Champion d'Italie | - FC Barcelone : tenant du titre - THW Kiel : champion d'Allemagne - Remus Bärnbach-Köflach : Champion d'Autriche - Initia HC Hasselt : Champion de Belgique - SKA Minsk : Champion de Biélorussie - HC Port Burgas : Champion de Bulgarie - RK Badel 1862 Zagreb : Champion de Croatie - Skjern Håndbold : Champion du Danemark - CB Ademar León : Vice-champion d'Espagne - Grankulla IFK : Champion de Finlande - Montpellier Handball : champion de France - Ionikós de Néa Filadélfia : champion de Grèce - Fotex Veszprém SE : champion de Hongrie - Hapoël Rishon LeZion : Champion d'Israël - HC Alpi Prato : Champion d'Italie | - FC Barcelone : tenant du titre - THW Kiel : champion d'Allemagne - Remus Bärnbach-Köflach : Champion d'Autriche - Initia HC Hasselt : Champion de Belgique - SKA Minsk : Champion de Biélorussie - HC Port Burgas : Champion de Bulgarie - RK Badel 1862 Zagreb : Champion de Croatie - Skjern Håndbold : Champion du Danemark - CB Ademar León : Vice-champion d'Espagne - Grankulla IFK : Champion de Finlande - Montpellier Handball : champion de France - Ionikós de Néa Filadélfia : champion de Grèce - Fotex Veszprém SE : champion de Hongrie - Hapoël Rishon LeZion : Champion d'Israël - HC Alpi Prato : Champion d'Italie | - FC Barcelone : tenant du titre - THW Kiel : champion d'Allemagne - Remus Bärnbach-Köflach : Champion d'Autriche - Initia HC Hasselt : Champion de Belgique - SKA Minsk : Champion de Biélorussie - HC Port Burgas : Champion de Bulgarie - RK Badel 1862 Zagreb : Champion de Croatie - Skjern Håndbold : Champion du Danemark - CB Ademar León : Vice-champion d'Espagne - Grankulla IFK : Champion de Finlande - Montpellier Handball : champion de France - Ionikós de Néa Filadélfia : champion de Grèce - Fotex Veszprém SE : champion de Hongrie - Hapoël Rishon LeZion : Champion d'Israël - HC Alpi Prato : Champion d'Italie | - FC Barcelone : tenant du titre - THW Kiel : champion d'Allemagne - Remus Bärnbach-Köflach : Champion d'Autriche - Initia HC Hasselt : Champion de Belgique - SKA Minsk : Champion de Biélorussie - HC Port Burgas : Champion de Bulgarie - RK Badel 1862 Zagreb : Champion de Croatie - Skjern Håndbold : Champion du Danemark - CB Ademar León : Vice-champion d'Espagne - Grankulla IFK : Champion de Finlande - Montpellier Handball : champion de France - Ionikós de Néa Filadélfia : champion de Grèce - Fotex Veszprém SE : champion de Hongrie - Hapoël Rishon LeZion : Champion d'Israël - HC Alpi Prato : Champion d'Italie | - FC Barcelone : tenant du titre - THW Kiel : champion d'Allemagne - Remus Bärnbach-Köflach : Champion d'Autriche - Initia HC Hasselt : Champion de Belgique - SKA Minsk : Champion de Biélorussie - HC Port Burgas : Champion de Bulgarie - RK Badel 1862 Zagreb : Champion de Croatie - Skjern Håndbold : Champion du Danemark - CB Ademar León : Vice-champion d'Espagne - Grankulla IFK : Champion de Finlande - Montpellier Handball : champion de France - Ionikós de Néa Filadélfia : champion de Grèce - Fotex Veszprém SE : champion de Hongrie - Hapoël Rishon LeZion : Champion d'Israël - HC Alpi Prato : Champion d'Italie | - FC Barcelone : tenant du titre - THW Kiel : champion d'Allemagne - Remus Bärnbach-Köflach : Champion d'Autriche - Initia HC Hasselt : Champion de Belgique - SKA Minsk : Champion de Biélorussie - HC Port Burgas : Champion de Bulgarie - RK Badel 1862 Zagreb : Champion de Croatie - Skjern Håndbold : Champion du Danemark - CB Ademar León : Vice-champion d'Espagne - Grankulla IFK : Champion de Finlande - Montpellier Handball : champion de France - Ionikós de Néa Filadélfia : champion de Grèce - Fotex Veszprém SE : champion de Hongrie - Hapoël Rishon LeZion : Champion d'Israël - HC Alpi Prato : Champion d'Italie | - FC Barcelone : tenant du titre - THW Kiel : champion d'Allemagne - Remus Bärnbach-Köflach : Champion d'Autriche - Initia HC Hasselt : Champion de Belgique - SKA Minsk : Champion de Biélorussie - HC Port Burgas : Champion de Bulgarie - RK Badel 1862 Zagreb : Champion de Croatie - Skjern Håndbold : Champion du Danemark - CB Ademar León : Vice-champion d'Espagne - Grankulla IFK : Champion de Finlande - Montpellier Handball : champion de France - Ionikós de Néa Filadélfia : champion de Grèce - Fotex Veszprém SE : champion de Hongrie - Hapoël Rishon LeZion : Champion d'Israël - HC Alpi Prato : Champion d'Italie | - FC Barcelone : tenant du titre - THW Kiel : champion d'Allemagne - Remus Bärnbach-Köflach : Champion d'Autriche - Initia HC Hasselt : Champion de Belgique - SKA Minsk : Champion de Biélorussie - HC Port Burgas : Champion de Bulgarie - RK Badel 1862 Zagreb : Champion de Croatie - Skjern Håndbold : Champion du Danemark - CB Ademar León : Vice-champion d'Espagne - Grankulla IFK : Champion de Finlande - Montpellier Handball : champion de France - Ionikós de Néa Filadélfia : champion de Grèce - Fotex Veszprém SE : champion de Hongrie - Hapoël Rishon LeZion : Champion d'Israël - HC Alpi Prato : Champion d'Italie | - HC Granitas Kaunas : Champion de Lituanie - Red Boys Differdange : Champion du Luxembourg - RK Vardar Skopje : Champion de Macédoine - IL Runar Sandefjord : Champion de Norvège - HV Sittard : Championnat des Pays-Bas - Iskra Kielce : Champion de Pologne - FC Porto : Champion du Portugal - HC Minaur Baia Mare : Championnat de Roumanie - Kaustik Volgograd : Champion de Russie - RK Celje : champion de Slovénie - HK Drott Halmstad : Champion de Suède - TV Suhr : Champion de Suisse - Çankaya Belediye : Champion de Turquie - ZTR Zaporijia : Champion d'Ukraine - RK Partizan Belgrade : RF Yougoslavie | - HC Granitas Kaunas : Champion de Lituanie - Red Boys Differdange : Champion du Luxembourg - RK Vardar Skopje : Champion de Macédoine - IL Runar Sandefjord : Champion de Norvège - HV Sittard : Championnat des Pays-Bas - Iskra Kielce : Champion de Pologne - FC Porto : Champion du Portugal - HC Minaur Baia Mare : Championnat de Roumanie - Kaustik Volgograd : Champion de Russie - RK Celje : champion de Slovénie - HK Drott Halmstad : Champion de Suède - TV Suhr : Champion de Suisse - Çankaya Belediye : Champion de Turquie - ZTR Zaporijia : Champion d'Ukraine - RK Partizan Belgrade : RF Yougoslavie | - HC Granitas Kaunas : Champion de Lituanie - Red Boys Differdange : Champion du Luxembourg - RK Vardar Skopje : Champion de Macédoine - IL Runar Sandefjord : Champion de Norvège - HV Sittard : Championnat des Pays-Bas - Iskra Kielce : Champion de Pologne - FC Porto : Champion du Portugal - HC Minaur Baia Mare : Championnat de Roumanie - Kaustik Volgograd : Champion de Russie - RK Celje : champion de Slovénie - HK Drott Halmstad : Champion de Suède - TV Suhr : Champion de Suisse - Çankaya Belediye : Champion de Turquie - ZTR Zaporijia : Champion d'Ukraine - RK Partizan Belgrade : RF Yougoslavie | - HC Granitas Kaunas : Champion de Lituanie - Red Boys Differdange : Champion du Luxembourg - RK Vardar Skopje : Champion de Macédoine - IL Runar Sandefjord : Champion de Norvège - HV Sittard : Championnat des Pays-Bas - Iskra Kielce : Champion de Pologne - FC Porto : Champion du Portugal - HC Minaur Baia Mare : Championnat de Roumanie - Kaustik Volgograd : Champion de Russie - RK Celje : champion de Slovénie - HK Drott Halmstad : Champion de Suède - TV Suhr : Champion de Suisse - Çankaya Belediye : Champion de Turquie - ZTR Zaporijia : Champion d'Ukraine - RK Partizan Belgrade : RF Yougoslavie | - HC Granitas Kaunas : Champion de Lituanie - Red Boys Differdange : Champion du Luxembourg - RK Vardar Skopje : Champion de Macédoine - IL Runar Sandefjord : Champion de Norvège - HV Sittard : Championnat des Pays-Bas - Iskra Kielce : Champion de Pologne - FC Porto : Champion du Portugal - HC Minaur Baia Mare : Championnat de Roumanie - Kaustik Volgograd : Champion de Russie - RK Celje : champion de Slovénie - HK Drott Halmstad : Champion de Suède - TV Suhr : Champion de Suisse - Çankaya Belediye : Champion de Turquie - ZTR Zaporijia : Champion d'Ukraine - RK Partizan Belgrade : RF Yougoslavie | - HC Granitas Kaunas : Champion de Lituanie - Red Boys Differdange : Champion du Luxembourg - RK Vardar Skopje : Champion de Macédoine - IL Runar Sandefjord : Champion de Norvège - HV Sittard : Championnat des Pays-Bas - Iskra Kielce : Champion de Pologne - FC Porto : Champion du Portugal - HC Minaur Baia Mare : Championnat de Roumanie - Kaustik Volgograd : Champion de Russie - RK Celje : champion de Slovénie - HK Drott Halmstad : Champion de Suède - TV Suhr : Champion de Suisse - Çankaya Belediye : Champion de Turquie - ZTR Zaporijia : Champion d'Ukraine - RK Partizan Belgrade : RF Yougoslavie | - HC Granitas Kaunas : Champion de Lituanie - Red Boys Differdange : Champion du Luxembourg - RK Vardar Skopje : Champion de Macédoine - IL Runar Sandefjord : Champion de Norvège - HV Sittard : Championnat des Pays-Bas - Iskra Kielce : Champion de Pologne - FC Porto : Champion du Portugal - HC Minaur Baia Mare : Championnat de Roumanie - Kaustik Volgograd : Champion de Russie - RK Celje : champion de Slovénie - HK Drott Halmstad : Champion de Suède - TV Suhr : Champion de Suisse - Çankaya Belediye : Champion de Turquie - ZTR Zaporijia : Champion d'Ukraine - RK Partizan Belgrade : RF Yougoslavie | - HC Granitas Kaunas : Champion de Lituanie - Red Boys Differdange : Champion du Luxembourg - RK Vardar Skopje : Champion de Macédoine - IL Runar Sandefjord : Champion de Norvège - HV Sittard : Championnat des Pays-Bas - Iskra Kielce : Champion de Pologne - FC Porto : Champion du Portugal - HC Minaur Baia Mare : Championnat de Roumanie - Kaustik Volgograd : Champion de Russie - RK Celje : champion de Slovénie - HK Drott Halmstad : Champion de Suède - TV Suhr : Champion de Suisse - Çankaya Belediye : Champion de Turquie - ZTR Zaporijia : Champion d'Ukraine - RK Partizan Belgrade : RF Yougoslavie | - HC Granitas Kaunas : Champion de Lituanie - Red Boys Differdange : Champion du Luxembourg - RK Vardar Skopje : Champion de Macédoine - IL Runar Sandefjord : Champion de Norvège - HV Sittard : Championnat des Pays-Bas - Iskra Kielce : Champion de Pologne - FC Porto : Champion du Portugal - HC Minaur Baia Mare : Championnat de Roumanie - Kaustik Volgograd : Champion de Russie - RK Celje : champion de Slovénie - HK Drott Halmstad : Champion de Suède - TV Suhr : Champion de Suisse - Çankaya Belediye : Champion de Turquie - ZTR Zaporijia : Champion d'Ukraine - RK Partizan Belgrade : RF Yougoslavie | - HC Granitas Kaunas : Champion de Lituanie - Red Boys Differdange : Champion du Luxembourg - RK Vardar Skopje : Champion de Macédoine - IL Runar Sandefjord : Champion de Norvège - HV Sittard : Championnat des Pays-Bas - Iskra Kielce : Champion de Pologne - FC Porto : Champion du Portugal - HC Minaur Baia Mare : Championnat de Roumanie - Kaustik Volgograd : Champion de Russie - RK Celje : champion de Slovénie - HK Drott Halmstad : Champion de Suède - TV Suhr : Champion de Suisse - Çankaya Belediye : Champion de Turquie - ZTR Zaporijia : Champion d'Ukraine - RK Partizan Belgrade : RF Yougoslavie | - HC Granitas Kaunas : Champion de Lituanie - Red Boys Differdange : Champion du Luxembourg - RK Vardar Skopje : Champion de Macédoine - IL Runar Sandefjord : Champion de Norvège - HV Sittard : Championnat des Pays-Bas - Iskra Kielce : Champion de Pologne - FC Porto : Champion du Portugal - HC Minaur Baia Mare : Championnat de Roumanie - Kaustik Volgograd : Champion de Russie - RK Celje : champion de Slovénie - HK Drott Halmstad : Champion de Suède - TV Suhr : Champion de Suisse - Çankaya Belediye : Champion de Turquie - ZTR Zaporijia : Champion d'Ukraine - RK Partizan Belgrade : RF Yougoslavie | - HC Granitas Kaunas : Champion de Lituanie - Red Boys Differdange : Champion du Luxembourg - RK Vardar Skopje : Champion de Macédoine - IL Runar Sandefjord : Champion de Norvège - HV Sittard : Championnat des Pays-Bas - Iskra Kielce : Champion de Pologne - FC Porto : Champion du Portugal - HC Minaur Baia Mare : Championnat de Roumanie - Kaustik Volgograd : Champion de Russie - RK Celje : champion de Slovénie - HK Drott Halmstad : Champion de Suède - TV Suhr : Champion de Suisse - Çankaya Belediye : Champion de Turquie - ZTR Zaporijia : Champion d'Ukraine - RK Partizan Belgrade : RF Yougoslavie | - HC Granitas Kaunas : Champion de Lituanie - Red Boys Differdange : Champion du Luxembourg - RK Vardar Skopje : Champion de Macédoine - IL Runar Sandefjord : Champion de Norvège - HV Sittard : Championnat des Pays-Bas - Iskra Kielce : Champion de Pologne - FC Porto : Champion du Portugal - HC Minaur Baia Mare : Championnat de Roumanie - Kaustik Volgograd : Champion de Russie - RK Celje : champion de Slovénie - HK Drott Halmstad : Champion de Suède - TV Suhr : Champion de Suisse - Çankaya Belediye : Champion de Turquie - ZTR Zaporijia : Champion d'Ukraine - RK Partizan Belgrade : RF Yougoslavie | - HC Granitas Kaunas : Champion de Lituanie - Red Boys Differdange : Champion du Luxembourg - RK Vardar Skopje : Champion de Macédoine - IL Runar Sandefjord : Champion de Norvège - HV Sittard : Championnat des Pays-Bas - Iskra Kielce : Champion de Pologne - FC Porto : Champion du Portugal - HC Minaur Baia Mare : Championnat de Roumanie - Kaustik Volgograd : Champion de Russie - RK Celje : champion de Slovénie - HK Drott Halmstad : Champion de Suède - TV Suhr : Champion de Suisse - Çankaya Belediye : Champion de Turquie - ZTR Zaporijia : Champion d'Ukraine - RK Partizan Belgrade : RF Yougoslavie | - HC Granitas Kaunas : Champion de Lituanie - Red Boys Differdange : Champion du Luxembourg - RK Vardar Skopje : Champion de Macédoine - IL Runar Sandefjord : Champion de Norvège - HV Sittard : Championnat des Pays-Bas - Iskra Kielce : Champion de Pologne - FC Porto : Champion du Portugal - HC Minaur Baia Mare : Championnat de Roumanie - Kaustik Volgograd : Champion de Russie - RK Celje : champion de Slovénie - HK Drott Halmstad : Champion de Suède - TV Suhr : Champion de Suisse - Çankaya Belediye : Champion de Turquie - ZTR Zaporijia : Champion d'Ukraine - RK Partizan Belgrade : RF Yougoslavie |
| Premier tour | | | | | | | | | | | | | | | | | | | | | | | | | | | | | |
| - SPE Strovolos Nicosie : Champion de Chypre - STIF Stranda : Champion des Îles Féroé | - SPE Strovolos Nicosie : Champion de Chypre - STIF Stranda : Champion des Îles Féroé | - SPE Strovolos Nicosie : Champion de Chypre - STIF Stranda : Champion des Îles Féroé | - SPE Strovolos Nicosie : Champion de Chypre - STIF Stranda : Champion des Îles Féroé | - SPE Strovolos Nicosie : Champion de Chypre - STIF Stranda : Champion des Îles Féroé | - SPE Strovolos Nicosie : Champion de Chypre - STIF Stranda : Champion des Îles Féroé | - SPE Strovolos Nicosie : Champion de Chypre - STIF Stranda : Champion des Îles Féroé | - SPE Strovolos Nicosie : Champion de Chypre - STIF Stranda : Champion des Îles Féroé | - SPE Strovolos Nicosie : Champion de Chypre - STIF Stranda : Champion des Îles Féroé | - SPE Strovolos Nicosie : Champion de Chypre - STIF Stranda : Champion des Îles Féroé | - SPE Strovolos Nicosie : Champion de Chypre - STIF Stranda : Champion des Îles Féroé | - SPE Strovolos Nicosie : Champion de Chypre - STIF Stranda : Champion des Îles Féroé | - SPE Strovolos Nicosie : Champion de Chypre - STIF Stranda : Champion des Îles Féroé | - SPE Strovolos Nicosie : Champion de Chypre - STIF Stranda : Champion des Îles Féroé | - SPE Strovolos Nicosie : Champion de Chypre - STIF Stranda : Champion des Îles Féroé | - Shevardeni G.T.U. Tbilissi : Champion de Géorgie - TJ VSZ Košice : Champion de Slovaquie | - Shevardeni G.T.U. Tbilissi : Champion de Géorgie - TJ VSZ Košice : Champion de Slovaquie | - Shevardeni G.T.U. Tbilissi : Champion de Géorgie - TJ VSZ Košice : Champion de Slovaquie | - Shevardeni G.T.U. Tbilissi : Champion de Géorgie - TJ VSZ Košice : Champion de Slovaquie | - Shevardeni G.T.U. Tbilissi : Champion de Géorgie - TJ VSZ Košice : Champion de Slovaquie | - Shevardeni G.T.U. Tbilissi : Champion de Géorgie - TJ VSZ Košice : Champion de Slovaquie | - Shevardeni G.T.U. Tbilissi : Champion de Géorgie - TJ VSZ Košice : Champion de Slovaquie | - Shevardeni G.T.U. Tbilissi : Champion de Géorgie - TJ VSZ Košice : Champion de Slovaquie | - Shevardeni G.T.U. Tbilissi : Champion de Géorgie - TJ VSZ Košice : Champion de Slovaquie | - Shevardeni G.T.U. Tbilissi : Champion de Géorgie - TJ VSZ Košice : Champion de Slovaquie | - Shevardeni G.T.U. Tbilissi : Champion de Géorgie - TJ VSZ Košice : Champion de Slovaquie | - Shevardeni G.T.U. Tbilissi : Champion de Géorgie - TJ VSZ Košice : Champion de Slovaquie | - Shevardeni G.T.U. Tbilissi : Champion de Géorgie - TJ VSZ Košice : Champion de Slovaquie | - Shevardeni G.T.U. Tbilissi : Champion de Géorgie - TJ VSZ Košice : Champion de Slovaquie | - Shevardeni G.T.U. Tbilissi : Champion de Géorgie - TJ VSZ Košice : Champion de Slovaquie |

## Phase préliminaire

### Premier tour
| Équipe                | Aller   | Total   | Retour  | Équipe                     |
| --------------------- | ------- | ------- | ------- | -------------------------- |
| TJ VSZ Košice         | 38 – 20 | 74 – 41 | 36 – 21 | STIF Stranda               |
| SPE Strovolos Nicosie | 20 – 27 | 34 – 53 | 14 – 26 | Shevardeni G.T.U. Tbilissi |

### Deuxième tour
| Équipe                 | Aller   | Total   | Retour  | Équipe                     |
| ---------------------- | ------- | ------- | ------- | -------------------------- |
| FC Porto               | 27 – 24 | 43 – 44 | 16 – 20 | Hapoël Rishon LeZion       |
| HC Minaur Baia Mare    | 22 – 22 | 37 – 44 | 15 – 22 | Kaustik Volgograd          |
| Montpellier Handball   | 33 – 22 | 55 – 42 | 22 – 20 | TJ VSZ Košice              |
| Remus Bärnbach-Köflach | 19 – 28 | 39 – 65 | 20 – 37 | RK Celje                   |
| Skjern Håndbold        | 31 – 26 | 59 – 48 | 28 – 22 | HV Sittard                 |
| IL Runar Sandefjord    | 32 – 24 | 75 – 39 | 43 – 15 | Red Boys Differdange       |
| CB Ademar León         | 35 – 19 | 65 – 41 | 30 – 22 | HC Granitas Kaunas         |
| Grankulla IFK          | 14 – 37 | 25 – 69 | 11 – 32 | Fotex Veszprém SE          |
| Badel 1862 Zagreb      | 40 – 20 | 72 – 39 | 32 – 19 | Ionikós de Néa Filadélfia  |
| HC Port Burgas         | 13 – 40 | 27 – 88 | 14 – 48 | FC Barcelone               |
| TV Suhr                | 30 – 26 | 67 – 59 | 37 – 33 | RK Vardar Skopje           |
| SKA Minsk              | 23 – 21 | 42 – 42 | 19 – 21 | HC Alpi Prato              |
| ZTR Zaporijia          | 31 – 12 | 55 – 34 | 24 – 22 | Shevardeni G.T.U. Tbilissi |
| Initia HC Hasselt      | 18 – 20 | 36 – 49 | 18 – 29 | RK Partizan Belgrade       |
| HK Drott Halmstad      | 37 – 36 | 60 – 61 | 23 – 25 | Iskra Kielce               |
| Çankaya Belediye SK    | 21 – 34 | 41 – 65 | 20 – 31 | THW Kiel                   |

## Phase de groupes
| Légende pour le classement - Qualification pour les huitièmes de finale - Éliminé | Légende pour les scores - Équipe à domicile victorieuse - Match nul - Équipe à l'extérieur victorieuse |

### Groupe A
|   | Équipe               | Pts | J | G | N | P | Bp  | Bc  | Diff |  | Résultats (dom.\ext.) |       |       |       |       |
| - | -------------------- | --- | - | - | - | - | --- | --- | ---- |  | --------------------- | ----- | ----- | ----- | ----- |
| 1 | THW Kiel             | 9   | 6 | 4 | 1 | 1 | 172 | 138 | 34   |  | THW Kiel              |       | 39-24 | 24-18 | 34-21 |
| 2 | CB Ademar León       | 6   | 6 | 3 | 0 | 3 | 165 | 156 | 9    |  | CB Ademar León        | 29-25 |       | 37-20 | 28-22 |
| 3 | Montpellier Handball | 6   | 6 | 3 | 0 | 3 | 139 | 143 | -4   |  | Montpellier Handball  | 19-23 | 28-26 |       | 27-17 |
| 4 | IL Runar Sandefjord  | 3   | 6 | 1 | 1 | 4 | 130 | 164 | -34  |  | IL Runar Sandefjord   | 27-27 | 22-21 | 21-27 |       |

### Groupe B
|   | Équipe               | Pts | J | G | N | P | Bp  | Bc  | Diff |  | Résultats (dom.\ext.) |       |       |       |       |
| - | -------------------- | --- | - | - | - | - | --- | --- | ---- |  | --------------------- | ----- | ----- | ----- | ----- |
| 1 | RK Celje             | 10  | 6 | 5 | 0 | 1 | 188 | 141 | 47   |  | RK Celje              |       | 26-17 | 40-32 | 37-22 |
| 2 | Hapoël Rishon LeZion | 8   | 6 | 4 | 0 | 2 | 157 | 147 | 10   |  | Hapoël Rishon LeZion  | 24-23 |       | 37-30 | 31-19 |
| 3 | Iskra Kielce         | 6   | 6 | 3 | 0 | 3 | 173 | 186 | -13  |  | Iskra Kielce          | 25-30 | 28-25 |       | 26-23 |
| 4 | HC Alpi Prato        | 0   | 6 | 0 | 0 | 6 | 137 | 181 | -44  |  | HC Alpi Prato         | 21-32 | 21-23 | 31-32 |       |

### Groupe C
|   | Équipe               | Pts | J | G | N | P | Bp  | Bc  | Diff |  | Résultats (dom.\ext.) |       |       |       |       |
| - | -------------------- | --- | - | - | - | - | --- | --- | ---- |  | --------------------- | ----- | ----- | ----- | ----- |
| 1 | RK Badel 1862 Zagreb | 11  | 6 | 5 | 1 | 0 | 162 | 132 | 30   |  | RK Badel 1862 Zagreb  |       | 28-25 | 26-23 | 22-19 |
| 2 | ZTR Zaporijia        | 7   | 6 | 3 | 1 | 2 | 136 | 129 | 7    |  | ZTR Zaporijia         | 18-18 |       | 28-24 | 23-20 |
| 3 | TV Suhr              | 4   | 6 | 2 | 0 | 4 | 145 | 166 | -21  |  | TV Suhr               | 23-35 | 23-22 |       | 28-26 |
| 4 | Skjern Håndbold      | 2   | 6 | 1 | 0 | 5 | 134 | 150 | -16  |  | Skjern Håndbold       | 24-33 | 16-20 | 29-24 |       |

### Groupe D
|   | Équipe               | Pts | J | G | N | P | Bp  | Bc  | Diff |  | Résultats (dom.\ext.) |       |       |       |       |
| - | -------------------- | --- | - | - | - | - | --- | --- | ---- |  | --------------------- | ----- | ----- | ----- | ----- |
| 1 | FC Barcelone         | 12  | 6 | 6 | 0 | 0 | 183 | 129 | 54   |  | FC Barcelone          |       | 25-21 | 31-20 | 32-19 |
| 2 | Fotex KC Veszprém    | 6   | 6 | 3 | 0 | 3 | 150 | 147 | 3    |  | Fotex KC Veszprém     | 23-31 |       | 26-22 | 24-17 |
| 3 | Kaustik Volgograd    | 4   | 6 | 2 | 0 | 4 | 139 | 162 | -23  |  | Kaustik Volgograd     | 24-30 | 24-31 |       | 24-22 |
| 4 | RK Partizan Belgrade | 2   | 6 | 1 | 0 | 5 | 130 | 164 | -34  |  | RK Partizan Belgrade  | 22-34 | 28-25 | 22-25 |       |

## Phase finale

### Quarts de finale
Les quatre premiers ainsi que les quatre deuxième de chaque groupe participent à la phase finale, qui débute par les quarts de finale. Les équipes se trouvant dans le Chapeau 1 tomberont face aux équipes du Chapeau 2 et à notez que celle-ci reçoivent au match aller.
Les chapeaux sont réalisés simplement en prenant le classement des huit équipes dans leur groupe respectif :
- Chapeau 1 : THW Kiel, RK Celje, RK Badel 1862 Zagreb, FC Barcelone
- Chapeau 2 : CB Ademar León, Hapoël Rishon LeZion, ZTR Zaporijia, Fotex KC Veszprém

| Équipe 1             | Équipe 2             | Aller           | Retour          | Total   |
| -------------------- | -------------------- | --------------- | --------------- | ------- |
| Hapoël Rishon LeZion | THW Kiel             | 20 février 2000 | 25 février 2000 | 48 – 50 |
| Hapoël Rishon LeZion | THW Kiel             | 26 – 24         | 22 – 26         | 48 – 50 |
| CB Ademar León       | RK Celje             | 19 février 2000 | 26 février 2000 | 50 – 54 |
| CB Ademar León       | RK Celje             | 30 – 28         | 20 – 26         | 50 – 54 |
| Fotex KC Veszprém    | RK Badel 1862 Zagreb | 19 février 2000 | 27 février 2000 | 53 – 55 |
| Fotex KC Veszprém    | RK Badel 1862 Zagreb | 27 – 25         | 26 – 30         | 53 – 55 |
| ZTR Zaporijia        | FC Barcelone         | 19 février 2000 | 26 février 2000 | 38 – 49 |
| ZTR Zaporijia        | FC Barcelone         | 17 – 23         | 21 – 26         | 38 – 49 |

### Demi-finales
| Équipe 1     | Équipe 2             | Aller        | Retour       | Total   |
| ------------ | -------------------- | ------------ | ------------ | ------- |
| THW Kiel     | RK Badel 1862 Zagreb | 19 mars 2000 | 25 mars 2000 | 45 – 43 |
| THW Kiel     | RK Badel 1862 Zagreb | 32 – 21      | 13 – 22      | 45 – 43 |
| FC Barcelone | RK Celje             | 18 mars 2000 | 25 mars 2000 | 59 – 52 |
| FC Barcelone | RK Celje             | 39 – 25      | 20 – 27      | 59 – 52 |

### Finale
Le club espagnol du FC Barcelone remporte son sixième titre en s'imposant 54 à 52 face au club allemand du THW Kiel.
Finale aller
| 22 avril 2000 16h15 | THW Kiel           | 28 – 25      | FC Barcelone          | Ostseehalle, Kiel Affluence : 7 250 Arbitrage : Vlado Pendić Radomir Majstorović |
| 22 avril 2000 16h15 | Nenad Peruničić 11 | (15 – 14)    | Masip et Urdangarin 5 | Ostseehalle, Kiel Affluence : 7 250 Arbitrage : Vlado Pendić Radomir Majstorović |
| 22 avril 2000 16h15 | ×3                 | EHF THW Kiel | ×3 ×2                 | Ostseehalle, Kiel Affluence : 7 250 Arbitrage : Vlado Pendić Radomir Majstorović |

| THW Kiel - Steinar Ege (1-58e), Axel Geerken (sur un 7m et 58-60e) - Magnus Wislander (4, ), Nikolaj Bredahl Jacobsen (7 dont 2/2 à 7 m), Wolfgang Schwenke, Nenad Peruničić (11, ), Klaus-Dieter Petersen, Stefan Lövgren (2), Martin Schmidt (1), Christian Scheffler (n.e.), Staffan Olsson (3, ). | Évolution du score - 1re mi-temps : 1-0, 1-1, 2-1, 2-2, 3-2, 3-3, 7-3, 7-5, 8-5, 9-5, 9-8, 10-8, 10-9, 12-9, 12-10, 12-11, 13-11, 13-12, 14-12, 14-13, 15-13, 15-14 - 2e mi-temps : 16-14, 16-15, 18-15, 18-16, 21-16, 21-17, 24-17, 24-19, 25-19, 25-22, 26-22, 27-23, 26-22, 26-23, 27-23, 27-24, 28-24, 28-25 | FC Barcelone - Tomas Svensson (1-42e), David Barrufet (42-60e) ; - Xavier O'Callaghan (2), Andrei Xepkin (1, ), Roger Magriñá (n.e.), Enric Masip (5 dont 1/1 à 7 m), Iñaki Urdangarin (5, ), Christian Schwarzer (4), Demetrio Lozano (3), Alejandro Paredes (n.e.), Patrik Ćavar (3 dont 1/1 à 7 m), Rafael Guijosa (1 dont 0/1 à 7 m), Antonio Carlos Ortega (1). |

Finale retour
| 28 avril 2000 18h00 | FC Barcelone  | 29 – 24      | THW Kiel           | Palau Blaugrana, Barcelone Affluence : 7 900 Arbitrage : Leon Kalin Enes Korič |
| 28 avril 2000 18h00 | Enric Masip 6 | (15 – 12)    | Magnus Wislander 8 | Palau Blaugrana, Barcelone Affluence : 7 900 Arbitrage : Leon Kalin Enes Korič |
| 28 avril 2000 18h00 | ×3 ×2         | EHF THW Kiel | ×3 ×4              | Palau Blaugrana, Barcelone Affluence : 7 900 Arbitrage : Leon Kalin Enes Korič |

| FC Barcelone - David Barrufet (1-51e), Tomas Svensson (51-60e) - Xavier O'Callaghan (2), Andrei Xepkin (4, ), Roger Magriñá (n.e.), Enric Masip (6 dont 0/1 à 7 m), Iñaki Urdangarin (1, ), Christian Schwarzer (5), Demetrio Lozano, Alejandro Paredes (1), Patrik Ćavar (1 dont 1/2 à 7 m), Rafael Guijosa (5 dont 3/3 à 7 m), Antonio Carlos Ortega (4) | Évolution du score - 1re mi-temps : 0-1, 1-1, 4-1, 4-2, 5-2, 5-5, 7-5, 7-6, 10-6, 10-7, 11-7, 11-9, 12-9, 12-10, 12-12, 15-12 - 2e mi-temps : 16-12, 16-14, 16-15, 17-15, 17-18, 19-18, 19-20, 20-20, 20-21, 22-21, 22-22, 23-22, 23-23, 26-23, 26-24, 29-24 | THW Kiel - Steinar Ege (1-60e), Axel Geerken (pour 4 jets de 7m) - Magnus Wislander (8, ), Nikolaj Bredahl Jacobsen (6, ), Wolfgang Schwenke, Nenad Peruničić (2, ), Klaus-Dieter Petersen, Stefan Lövgren (3), Martin Schmidt (3), Christian Scheffler, Nico Kibat (n.e.), Staffan Olsson (1, ) |

## Les champions d'Europe
| Vainqueur de la Ligue des champions de l'EHF 1999-2000 FC Barcelone 6e titre |

L'effectif du FC Barcelone était, :
| Gardiens de but - David Barrufet - Tomas Svensson - José Manuel Sierra Arrières - Iñaki Urdangarin - Demetrio Lozano - Raúl Campos - Jordi Ferrer | Demi-centres - Enric Masip - Xavier O'Callaghan Ailiers - Rafael Guijosa - Antonio Carlos Ortega - Patrik Ćavar - Roger Magriñá - Alejandro Paredes | Pivots - Andrei Xepkin - Josep Espar - Francisco Bustos - Christian Schwarzer Entraîneur - Valero Rivera |